# Klokočov (Vlksice)
Klokočov je osada, část obce Vlksice v okrese Písek v Jihočeském kraji. Nachází se asi 1,5 kilometrů severně od Vlksic. Je zde evidováno 5 adres. V roce 2011 zde trvale nikdo nežil.
Klokočov leží v katastrálním území Střítež u Milevska o výměře 5,19 km².

## Historie
První písemná zmínka o vesnici pochází z roku 1380. V 14. století zde bývalo vladycké sídlo. Fridrich z Klokočova, jeden z prvních známých majitelů, zemřel bez dědiců. Jeho děti zemřely v dětství a tak jeho majetek připadl králi. Příbuzní se o tento majetek soudili a Klokočov jim byl vrácen. V 15. století měl ves v držení Jan Nedrahovský. Po jeho smrti a po smrti jeho dcery se střídali různí majitelé, až byla nakonec ves i s zachovalou tvrzí připojena k vlksickému panství po roce 1538. Tvrz koncem 16. století byla v špatném stavu. V roce 1703, kdy došlo k dělení vlksického panství, přešla ves do držení pánů z Nadějkova. V roce 1930 zde bylo evidováno 6 popisných čísel a 31 obyvatel. Pošta, škola a lékař byl v Nadějkově, fara a četnictvo v Chyškách.

## Obyvatelstvo
| Rok            | 1869 | 1880 | 1890 | 1900 | 1910 | 1921 | 1930 | 1950 | 1961 | 1970 | 1980 | 1991 | 2001 | 2011 | 2021 |
| -------------- | ---- | ---- | ---- | ---- | ---- | ---- | ---- | ---- | ---- | ---- | ---- | ---- | ---- | ---- | ---- |
| Počet obyvatel | 55   | 42   | 35   | 36   | 35   | 42   | 31   | 16   | 23   | 11   | 8    | 5    | 2    | 0    | 2    |
| Počet domů     | 6    | 6    | 6    | 6    | 6    | 6    | 6    | 6    | 6    | 3    | 2    | 1    | 5    | 6    | 6    |

## Obecní správa
Při sčítání lidu v letech 1850–1961 Klokočov byl osadou obce Střítež v okrese Písek. V letech 1962–1976 byly částí obce Vlksice v okrese Písek. Od 1. dubna 1976 do 23. listopadu 1990 byly částí obce Přeštěnice v okrese Písek. Od 24. listopadu 1990 jsou opět částí obce Vlksice v okrese Písek.

## Pamětihodnosti
- Dřevěná zvonice v osadě u domu čp. 1 z 20. století.

## Galerie

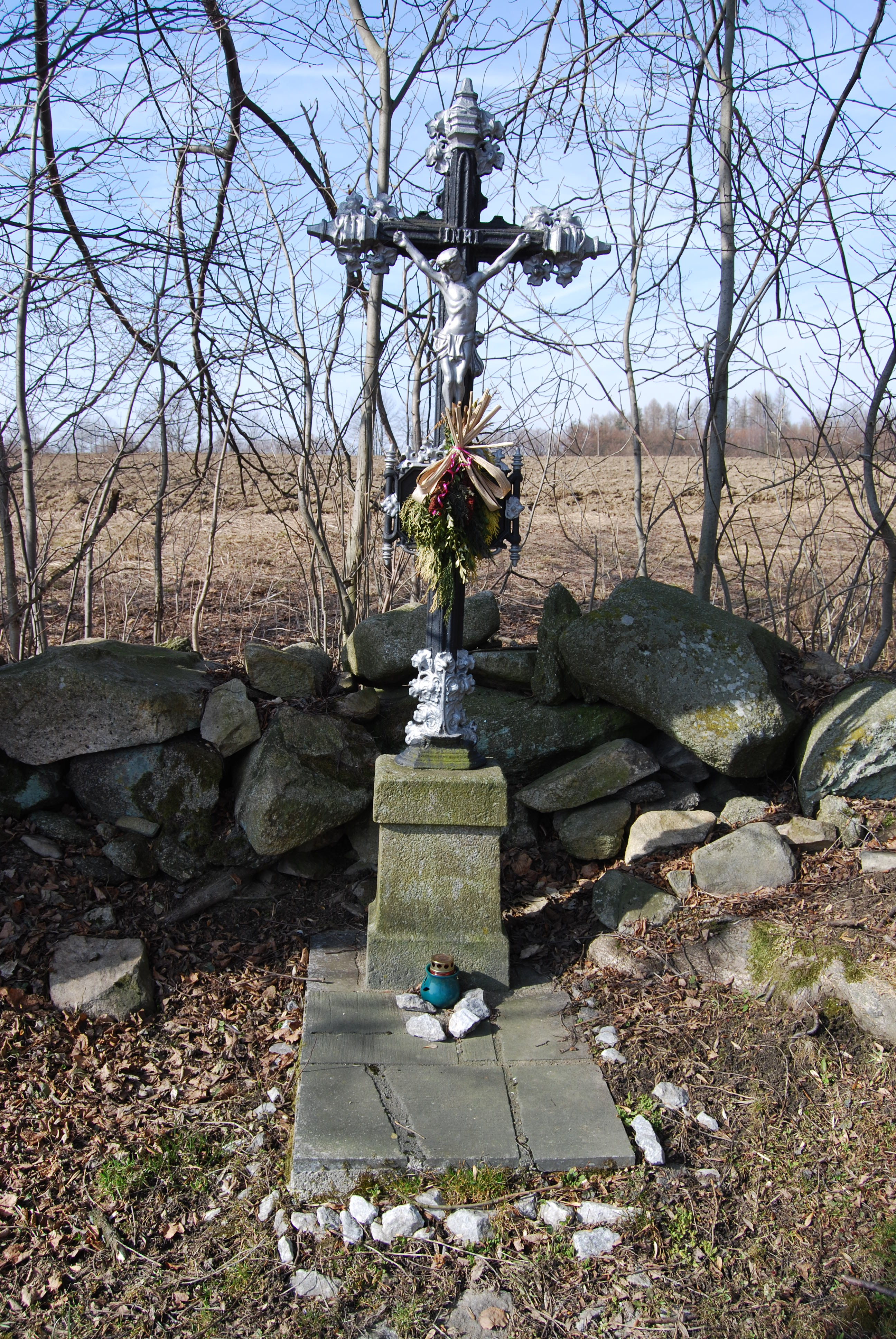
Kříž na přístupové cestě do osady
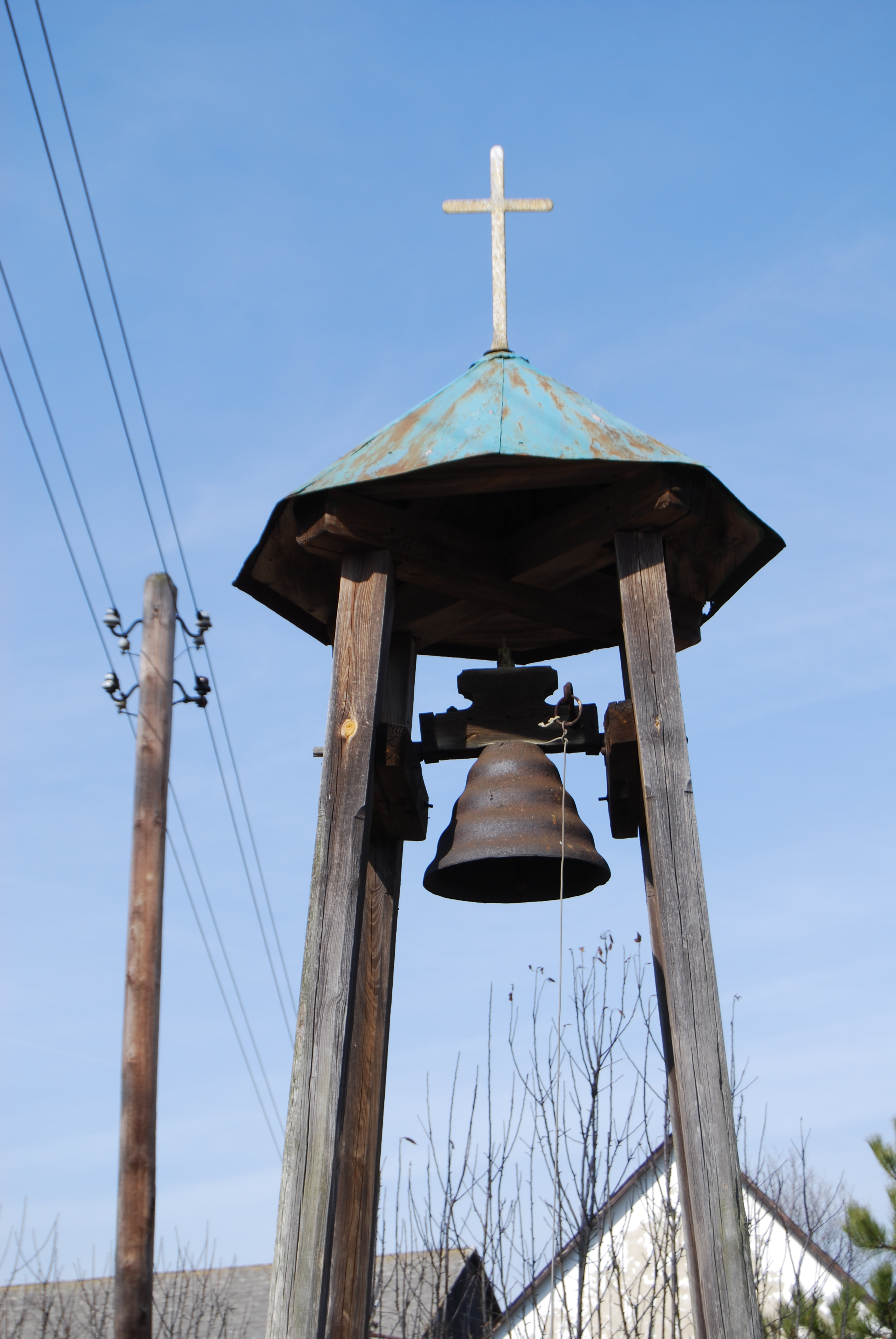
Detail horní části zvoničky
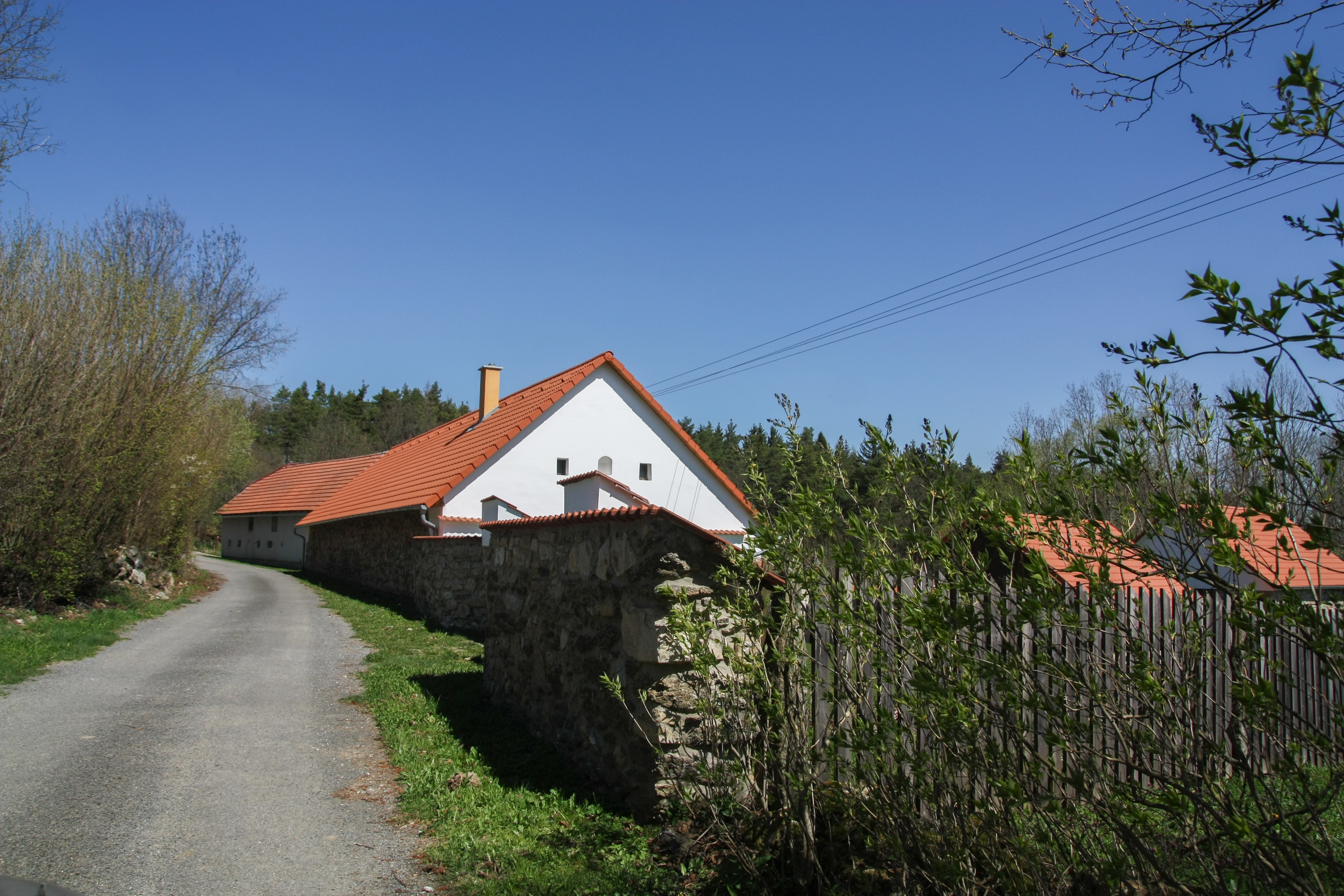
Dům (2019)
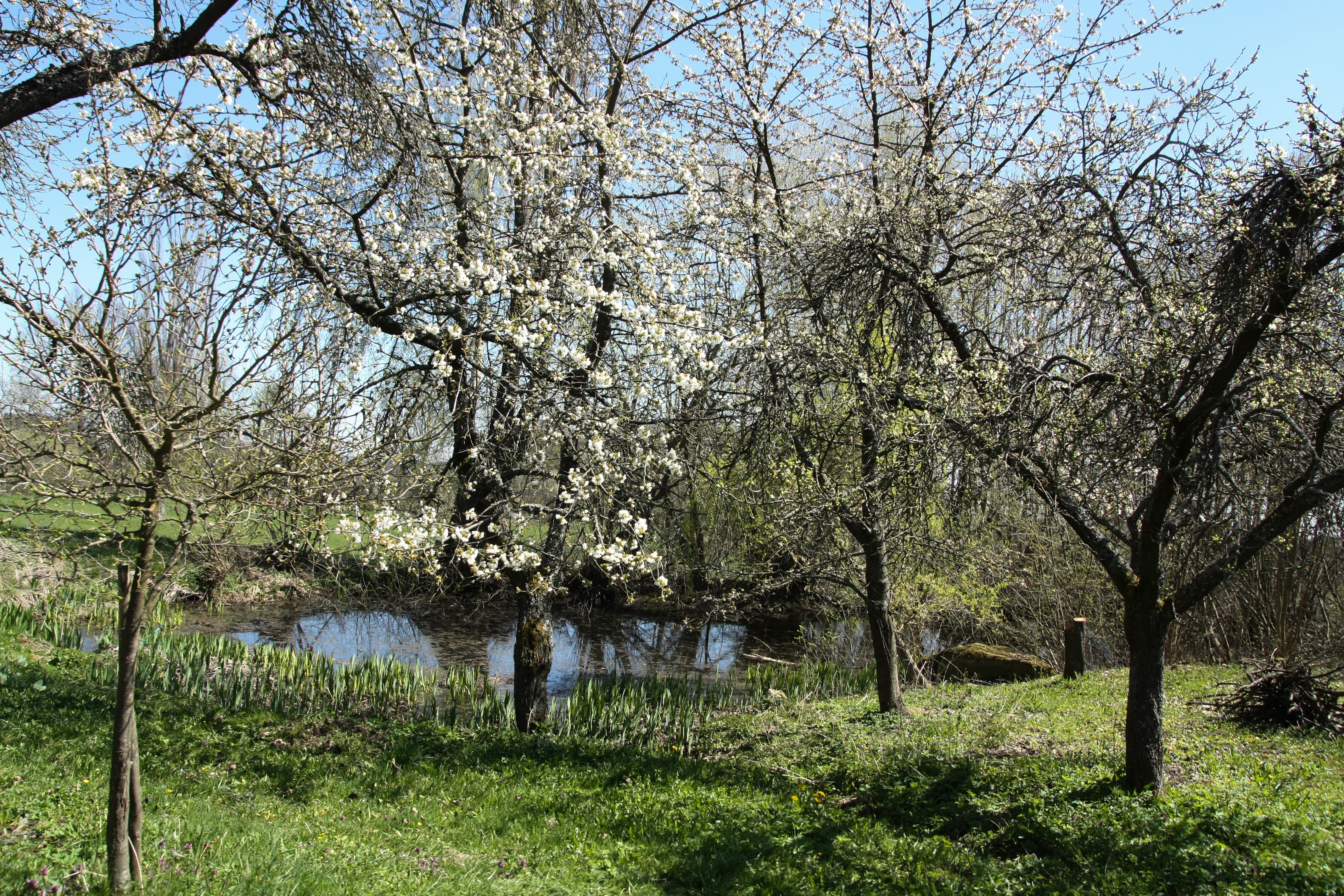
Rybník (2019)
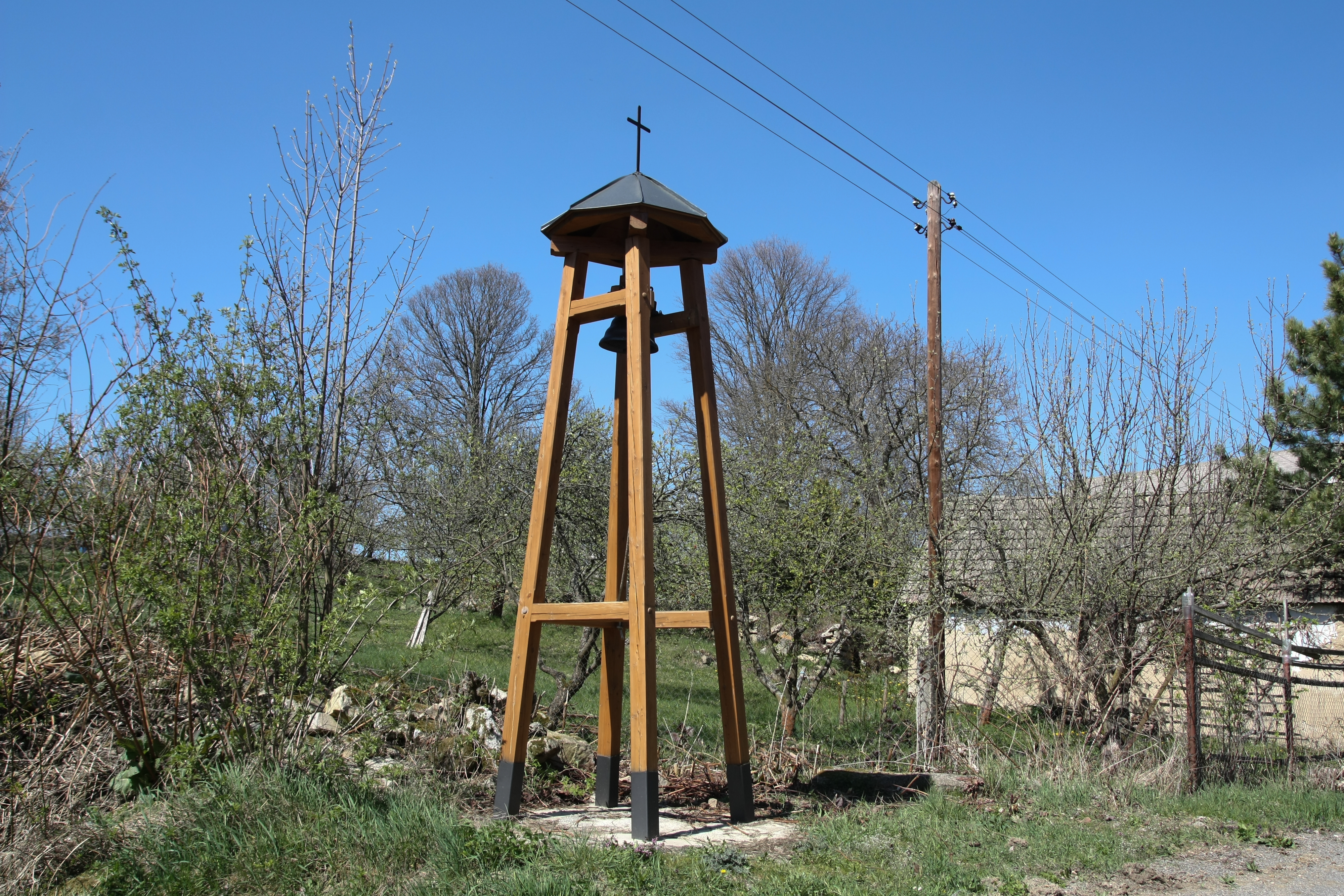
Opravená zvonice (2019)